# (136617) 1994 CC
(136617) 1994 CC — небольшой околоземный астероид из группы аполлонов, который характеризуется высоким эксцентриситетом орбиты, из-за чего в процессе движения вокруг Солнца он пересекает не только орбиту Земли, но и Марса. Он был обнаружен 3 февраля 1994 года в рамках проекта университета Аризоны по изучению комет и астероидов Spacewatch в обсерватории Китт-Пик.

Орбита астероида 1994 CC и его положение в Солнечной системе

В 2009 году обнаружилось, что это тройная система, то есть вокруг главного астероида вращается ещё два спутника. Сами по себе кратные системы астероидов это довольное редкое явление, а среди сближающихся с Землёй астероидов такие тройные системы составляют только 1 %.

## Наблюдения
10 июня астероид 1994 СС пролетел около Земли на расстоянии 2,52 млн км. Это достаточно близкое по космическим меркам расстояние позволило команде учёных НАСА во главе с Мариной Брозович и Лансом Беннером сделать важное открытие. Во время радиолокационных исследований 12 и 14 июня 2009 года была обнаружена тройственность астероида. Данный астероид стал второй тройной системой, обнаруженной среди околоземных астероидов.

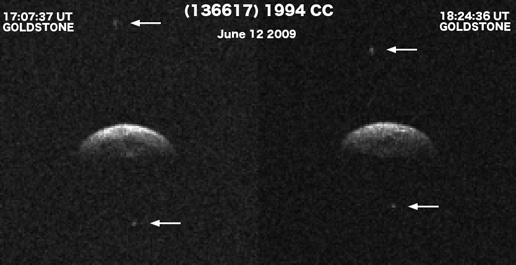
Два радиолокационных изображения 1994 СС, на которых видно движение спутников

Астероид 1994 СС состоит из центрального тела диаметром 700 метров и двух спутников, вращающихся вокруг него. Приблизительный анализ показывает, что спутники имеют примерно по 50 метров в поперечнике.
В аналогичном радиолокационном исследовании в обсерватории Аресибо в Пуэрто-Рико, возглавляемых Майклом Ноланом, также подтвердили обнаружение всех трёх объектов. В дальнейшем учёные планируют использовать комбинированные данные с этих двух обсерваторий при дальнейшем исследовании орбитальных и физических свойств астероида.
Но на таком близком расстоянии следующий облёт Земли астероидом 1994 CC произойдёт только в 2074 году, когда эта тройная система по прогнозам пролетит мимо Земли на расстоянии 2,5 миллионов километров.